# Jezioro Bronisława
Jezioro Bronisława – jezioro przepływowe w Polsce, położone w województwie pomorskim, w powiecie gdańskim, w gminie Trąbki Wielkie, na obszarze Pojezierza Kaszubskiego.
Ogólna powierzchnia: 25,66 ha